# داوریسین
داوریسین (به انگلیسی: Dauricine) با فرمول شیمیایی C۳۸H۴۴N۲O۶ یک ترکیب شیمیایی با شناسه پاب‌کم ۷۳۴۰۰ است. که جرم مولی آن ۶۲۴٫۷۶۵۷۶ g/mol می‌باشد.